# April (álbum)
April é um álbum do cantor norueguês Espen Lind, lançado em 2005.

## Hiato Musical
Entre 2001 e 2004, Lind produziu e escreveu músicas para alguns artistas noruegueses e também internacionais, como Atomic Kitten e Jessica Simpson.
Em Dezembro de 2004, o cantor lançou o single "Unloved", primeira música de trabalho do disco, que atingiu o #1 da parada nórdica. O álbum foi lançado e Fevereiro de 2005 e teve ainda os singles "Look Like Her" e "Million Miles Away". O CD chegou ao #3 do chart norueguês, sendo muito bem recebido pelo público, assim como pela crítica.
April não chegou a ser lançado fora da Noruega, diferente dos trabalhos anteriores do cantor.

## Faixas
1. "Million Miles Away"
2. "Unloved"
3. "Look Like Her"
4. "Driving In Your Car"
5. "Life Will Turn Around"
6. "Pride"
7. "Stay Away Tonight"
8. "Happy"
9. "Truth Hurts"
10. "Movie Star"

## Créditos
Design – Martin Kvamme

Produtor Executivo – Petter Singsaas

Masterização – Björn Engelmann

Photografia – Marcel Leliënhof

Photografia [Black & White Studio Photos] – Egil Hansen

Produtor – Espionage

Mixagem – Jon Marius Aareskjold